# Jean Beausire
Jean Beausire (* 26. Februar 1651 in Paris; † 20. März 1743 ebenda) war ein französischer Architekt, der die Funktion des Maître général, contrôleur et inspecteur des bâtiments de la Ville de Paris unter Ludwig XIV. und Ludwig XV. innehatte.

## Leben
Jean Beausire wuchs als Sohn eines Maurers im Viertel Saint-Séverin in Paris auf. Im Jahr 1670 heiratete er Marie Roman, mit der er acht Söhne hatte, von denen fünf im Kindesalter starben. Nach dem Tod seiner ersten Frau im Jahr 1679 heiratete er Marie-Catherine Le Trotteur, die Tochter eines reichen Kaufmanns. Mit seiner zweiten Frau hatte er 19 Kinder, von denen viele in seinem Unternehmen zum Bau und Unterhalt der Brunnen in Paris tätig waren.
Mit Unterstützung seines reichen Schwiegervaters kaufte Jean Beausire im Jahr 1683 das Amt des Maître maçon de la Ville de Paris (Maurermeister der Stadt Paris). Im Jahr 1690 wurde er von Ludwig XIV. zum Contrôleur des bâtiments de la Ville de Paris ernannt. Im Jahr 1706 wurden diese beiden Ämter vereint und unter dem Titel Maître général, contrôleur et inspecteur des bâtiments de la Ville de Paris war Jean Beausire für alle Brunnen der Stadt verantwortlich. Das neue Amt kostete ihn 50.000 Livres und brachte ihm ein jährliches Einkommen von 5.000 Livres. Neben seinen Brunnenbauten bekam er weitere öffentlich Bauaufträge in Paris: 1689 errichtete er das Denkmal für Ludwig XIV. auf dem Platz vor dem Hôtel de Ville. Ebenso wurden ihm die Gestaltung der Place Vendôme und der Place des Victoires anvertraut. Nach dem Brand der Brücke Petit Pont schuf er von 1718 bis 1719 den steinernen Neubau. Zwischen der Rue des Filles-du-Calvaire und der Rue du Temple schuf er ein neues Stadtviertel. Im Jahr 1716 wurde Jean Beausire in die Académie royale d’architecture aufgenommen. Er starb im hohen Alter von 92 Jahren, sein Sohn Jean-Baptiste Augustin Beausire übernahm nun sein Amt. Der Enkel von Jean Beausire, Pierre-Louis Moreau-Desproux, war der letzte Architekt der Stadt Paris unter dem Ancien Régime. Er wurde während der Revolution am 9. Juli 1794 guillotiniert.

## Bauwerke (Auswahl)

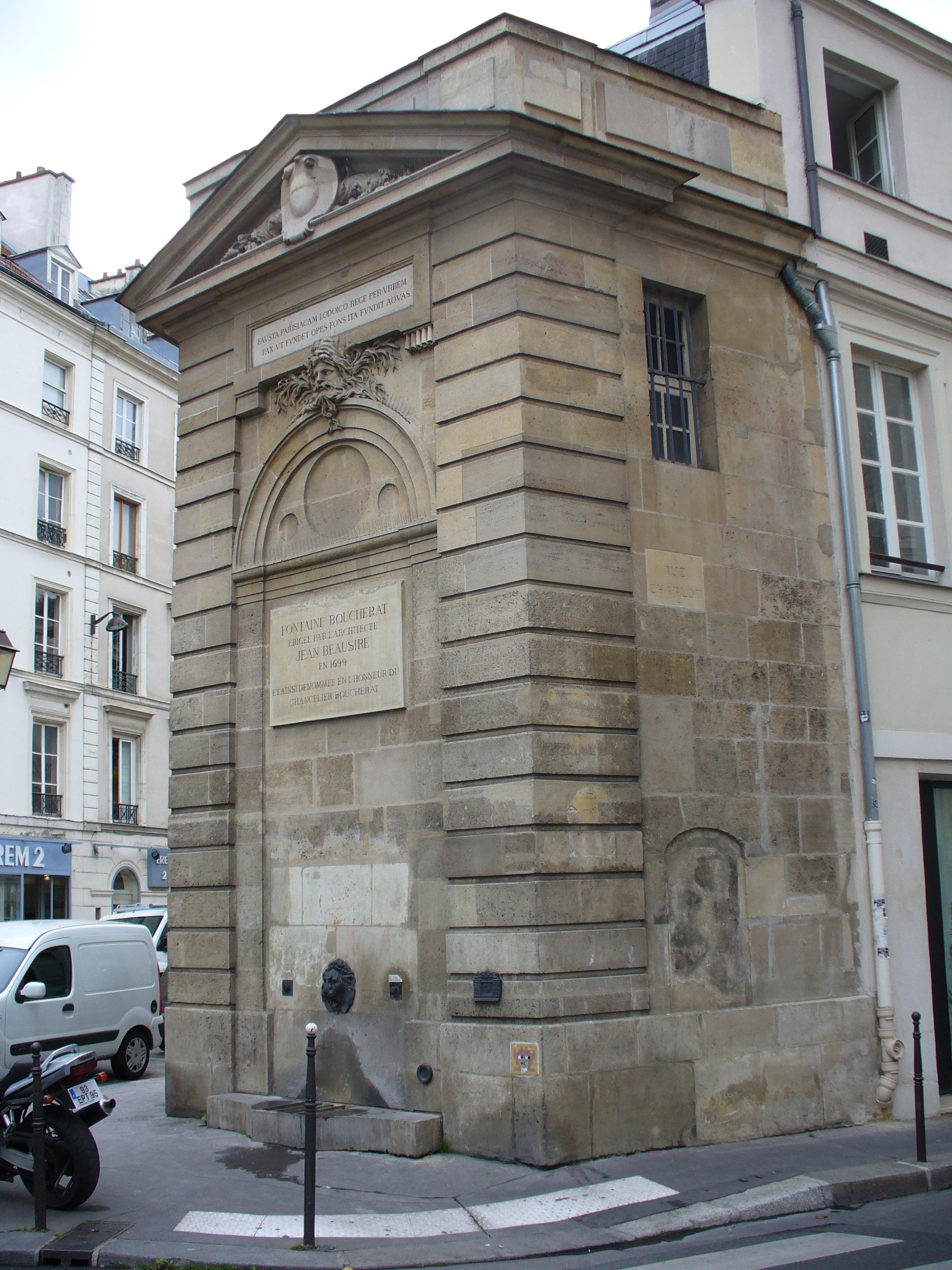
Fontaine Boucherat

Folgende Brunnen sind heute noch in Paris vorhanden:
- Fontaine Colbert (1708), 2. Arrondissement
- Fontaine de la Reine (1732), 2. Arrondissement
- Fontaine de Paradis (1705), 3. Arrondissement
- Fontaine Boucherat (1698), 4. Arrondissement
- Fontaine des Guillemites (1725), 4. Arrondissement
- Fontaine Maubuée (1733), 4. Arrondissement
- Fontaine Saint-Severin (1685), 5. Arrondissement
- Fontaine de Basfroi (1719), 11. Arrondissement
- Fontaine de la Petite-Halle (1719), 11. Arrondissement
- Fontaine Trogneux (1719), 11. Arrondissement

Folgende Brunnen wurden zerstört:
- Fontaine Saint-Avoye (Erneuerung eines alten Brunnens) (1682)
- Fontaine Saint-Séverin, (Erneuerung) (1685)
- Fontaine de l'Échaudé Richelieu (Erneuerung) (1686)
- Fontaine Saint-Victor (Verlegung des Brunnens) (1686)
- Fontaine de Vendôme (1697)
- Fontaine Saint-Lazare (1699)
- Fontaine des Récollets (1700)
- Fontaine de Paradis ou fontaine du regard de Soubise (Erneuerung) (1705)
- Fontaine des Guillemites (1725)
- Fontaine Sainte-Catherine (Erneuerung) (1707)
- Fontaine de Louis-le-Grand (1707)
- Fontaine du regard des Annonciades (1710)
- Fontaine de Saint-Martin (1712)
- Fontaine de Montmartre (1713–1715)
- Fontaine de Saint-Germain-des-Prés (1716–1720)
- Fontaine de la Petite-Halle, (1719)
- Fontaine de Basfroi, (1719)
- Fontaine Trogneux ou Fontaine de Charonne (1719)
- Fontaine de la Reine (Erneuerung) (1732)
- Fontaine Maubuée (Erneuerung) (1733)

## Ehrungen
Nach Jean Beausire wurde im 4. Arrondissement von Paris die Rue Jean-Beausire, der Impasse Jean Beausire und die Passage Jean Beausire benannt.